# Pinacia ocellata
Pinacia ocellata är en fjärilsart som beskrevs av Bethune-Baker 1908. Pinacia ocellata ingår i släktet Pinacia och familjen nattflyn. Inga underarter finns listade i Catalogue of Life.